# Катедра за кинески и енглески језик и књижевности Филозофског факултета Универзитета у Источном Сарајеву
Катедра за кинески и енглески језик и књижевности Филозофског факултета Универзитета у Источном Сарајеву

## Увод
Катедра на Филозофском Факултету Универзитета у Источном Сарајеву. Синологија је двопредметни Студијски програм на коме се изучавају кинески и енглески језик и њима припадајуће књижевности. Програм је отворен 2011. године. Оснивач програма био је тадашњи декан Филозофског факултета проф. др Миленко Пикула.

## Историјат катедре
Први предавачи на Синологији били су лектори мр Чен Дан и мр Веи Донг.Након одласка лекторке Дан, на Филозофски факултет Пале Универзитета у Источном Сарајеву, у звање лектора долази доц. др Веи Сјенђун.
Први домаћи наставник у сталном радном односу била је доц. др Бојана Павловић, запослена од 2012. године.
Од оснивања Катедре за кинески и енглески језик и књижевности па до данас шеф Катедре је доц. др Маја Кујунџић.
Програм је лиценциран од стране Министарства просвјете и културе Републике Српске.
Дужности секретара Одсјека обављали су:
- мр Вера Вујевић и мр Оља Јојић 2011/2012. године,
- мр Маја Жарковић 2012/2013. године,
- мр Свјетлана Огњеновић 2013/2014. године.
- мр Срђан Шућур 2014/2015; 2015/2016; 2016/2017. године

## Наставни кадар
- Доц. др Јелена Николић
- Асистент Доротеја Клачар
- Асистент Соња Попић
- Асистент Ана Симић

## Шеф катедре
- доц. др Јелена Николић

## Секретар катедре
- Ана Симић

## Спољашњи извори
- Филозофски факултет у Источном Сарајеву